# Mabry Mill
Mabry Mill est un moulin à eau américain situé dans le comté de Floyd, en Virginie. Il est protégé au sein de la Blue Ridge Parkway.
Mabry Mill a été construit par Edwin Boston Mabry de 1903 à 1905. Il a d'abord été utilisé comme atelier de forgeron et de charron, puis est devenu une scierie. En 1905, il fonctionnait comme moulin à farine. En 1910, le moulin comprenait un tour pour tourner des moyeux de roues, un tour à rainure et languette, une raboteuse et une scie sauteuse. 